# 傑克·金斯頓
傑克·金斯頓（英語：Jack Kingston；1955年4月24日—）是美国的一位政治人物。在1993年至2015年期間，他是喬治亞州第1選舉區選出的聯邦眾議員。他的黨籍是共和黨。金斯頓出生在得克薩斯州。
2018年佛罗里达校园枪击案後大批倖存學生和支持者上街抗議美國槍枝政策，要求禁槍，支持步槍協會的金斯頓卻暗示示威学生由亿万富翁乔治·索罗斯或其他无政府主义运动资助，引起輿論不少反感。